# Сухая Журовка
Сухая Журовка (укр. Суха Журівка) — село, относится к Ширяевскому району Одесской области Украины.
Население по переписи 2001 года составляло 163 человека. Почтовый индекс — 66814. Телефонный код — 4858. Занимает площадь 0,78 км². Код КОАТУУ — 5125482502.

## Местный совет
66814, Одесская обл., Ширяевский р-н, с. Марьяновка, ул. Ленина, 8